# Pronome de tratamento
Pronome de tratamento ou formas de tratamento são palavras ou sintagmas usados pelo falante de uma língua com o objetivo de dirigir-se ou referir-se a outra pessoa estando em uma relação de interação comunicativa, seja ela uma relação hierárquica ou de respeito. Além disso, os pronomes de tratamento caracterizam-se por apropriarem-se das estruturas conjugais dos pronomes pessoais. Mais do que simples direcionamentos, as formas de tratamento são engrenagens linguísticas que designam uma série de significados na relação com o falante.

## Conceito
Alguns gramáticos definem os pronomes de tratamento como axiónimos, na variante do português de Portugal. No Brasil, esse termo foi empregado como axiônimo e apresenta como definição um nome ou uma locução empregada como forma de reverência a alguma pessoa presente no discurso, como por exemplo, quando nos referimos a alguma autoridade, que ao invés de utilizar o pronome você ou tu como empregado em algumas regiões do Brasil, empregamos o tratamento "doutor"  como por exemplo: O doutor deseja alguma coisa?
Essa adequação ao empregar um tratamento em detrimento de outro, dependendo do contexto social empregado, é marca de uma constante mudança das relações entre falantes e seus respectivos papéis sociais. De acordo com os estudos de Roger Brown e Albert Gilman em " The Pronouns of Power and Solidarity" (1960) foi na Europa que presenciamos os surgimento de duas formas de tratamento, o tu para o singular e o vós para o plural. O vós passou a ser usado como tratamento de respeito no século IV quando os imperadores de Roma e de Constantinopla eram responsáveis por um único governo. Para que fossem tratados  da mesma forma, evitando assim possíveis desentendimentos, empregava-se o mesmo tratamento aos dois imperadores. O tu, em contrapartida, começou a ser empregado para as pessoas de classes mais baixas, iniciando-se, assim, duas classes de direcionamento de superioridade e de inferioridade.
Há inúmeras formas de tratamento que podem ser empregadas ao interlocutor em uma relação interativa, respeitando e adequando o direcionamento ao contexto social envolvido. Esses tratamentos podem ser de origem pronominal como vemos em tu, você, senhora, senhor ou de origem nominal, formado a partir de substantivos comuns como no caso de parceiro, amigo, mamãe, doutora.
De acordo com Edward Gibbon, os pronomes de tratamento foram adotados no Império Romano, no final da antiguidade, como uma forma de demonstrar a diferença social existente entre as maiores autoridades do Estado e aqueles aristocratas que apenas integravam a cada vez mais numerosa classe senatorial. O tratamento de Ilustre era reservado aos cargos mais elevados, como o de Cônsul, então já simbólico, de Prefeito Pretoriano, responsável pela supervisão da administração das províncias, e de Ministro do Palácio. Abaixo do Ilustre vinha o Respeitável, tratamento dado aos que exerciam cargos menores porém ainda de muito prestígio, como o de Vigário, encarregado da administração civil de uma diocese, e de Procônsul, comandante militar de uma província. Abaixo de Ilustre e de Respeitável vinha o Preclaro, destinado a todos os senadores.

## Alguns pronomes de tratamento

### Autoridades de Estado
- Vossa Excelência (V. Ex.ª): Para o Presidente da República, senadores, ministros de Estado, governadores, deputados federais e estaduais, prefeitos, embaixadores e cônsules. Para os chefes dos Poderes usa-se o pronome de tratamento sempre por extenso, nunca abreviado. Para as demais autoridades, pode-se usar tanto por extenso quanto em forma abreviada. Este tratamento não é válido para o presidente do Brasil e para os ministros brasileiros, mas é válido para o restante da Lusofonia e para presidentes e ministros de nações que não falem a língua portuguesa.
- Vossa Magnificência (V. Mag.ª): Para reitores de Universidade.
- Vossa Senhoria (V. S.ª): Todas as autoridades, exceto aquelas com tratamento de "Vossa Excelência" e as do Governo Federal brasileiro.
- Senhor (Sr.): Para todos agentes e autoridades que trabalhem para o Governo Federal brasileiro, direta ou indiretamente.[2]

### Autoridades Judiciárias
- Vossa Excelência (V. Ex.ª): Para magistrados (juízes de direito, do trabalho, federais, militares e eleitorais), membros de tribunais (de justiça, regionais federais, regionais do trabalho, regionais eleitorais), ministros de tribunais superiores (do Trabalho, Eleitoral, Militar, Superior Tribunal de Justiça e Supremo Tribunal Federal), presidente do Conselho Nacional de Justiça, o Defensor Público-Geral e demais membros da Defensoria Pública (Lei Complementar nº 80/94), Procurador-Geral da República, demais membros do Ministério Público.[3]
- Meritíssimo Juiz (MM. Juiz): Para referência ao Juízo, dentro de processo judicial.

### Membros do Executivo e Legislativo
- Vossa Excelência (V. Ex.ª): Para chefes do Executivo (Presidente da República, governadores e prefeitos), ministros de Estado e secretários estaduais, para integrantes do Poder Legislativo (senadores, deputados federais, deputados estaduais, presidentes das câmaras de vereadores), ministros do Tribunal de Contas da União e para conselheiros dos tribunais de contas estaduais.

### Autoridades policiais
- Vossa Senhoria (V. S.ª): Para Delegados de Polícia (em conformidade com o "Manual de Padronização de Textos do Superior Tribunal de Justiça"[4], publicado em 2016, e com o "Manual da Presidência da República"[5], editado em 1991)[6][7].
- Vossa Excelência (V. Ex.ª - questionado pelo Superior Tribunal de Justiça, no manual de padronização, de 2016): Para Delegados de Polícia (em conformidade com o a Lei Federal n. 12.830, de 20 de junho de 2013, cujo art. 3º diz que: "O cargo de delegado de polícia é privativo de bacharel em Direito, devendo-lhe ser dispensado o mesmo tratamento protocolar que recebem os magistrados, os membros da Defensoria Pública e do Ministério Público e os advogados". Todavia, é a praxe de membros das Cortes Superiores dirigirem-se uns aos outros, bem como a advogados e membros da Defensoria Pública e do Ministério Público, por "Vossa Excelência", razão pela qual, em que pese o entendimento do colendo Tribunal da Cidadania (STJ), o tratamento tem sido estendido a Delegados de Polícia.
- Senhor (Sr.): Para policiais federais em geral, inclusive delegados, em razão do Decreto nº 9.758, que estabeleceu o tratamento de Senhor para todos os agentes públicos do Poder Executivo Federal.[2]

### Autoridades Militares
- Vossa Excelência (V. Ex.ª): Para oficiais generais (almirantes de esquadra, generais de exército e tenentes-brigadeiros; vice-almirantes, generais de divisão e majores brigadeiros; contra-almirantes, generais de brigada e brigadeiros; coronéis chefes da Casa Militar do governador e comandantes das forças auxiliares dos estados e distrito federal (polícias militares e bombeiros militares).

### Autoridades religiosas
- Vossa Eminência Reverendíssima (V. Em.ª Revma): Para cardeais
- Vossa Beatitude: Para os patriarcas das igrejas sui iuris orientais, ortodoxia e geralmente também direcionada ao papa[8]
- Vossa Excelência Reverendíssima (V. Ex.ª Revma): Para bispos em geral.
- Vossa Paternidade: Para superiores de ordens religiosas.
- Vossa Reverência (V. Rev.ª): Para sacerdotes em geral.
- Vossa Santidade: Para líderes religiosos notáveis, como o Papa (líder dos sacerdotes da Igreja Católica), os patriarcas da Igreja Ortodoxa[9][10][11][12], o Dalai Lama (líder espiritual do budismo tibetano) e o Agacão (líder dos islamismo ismailita).
- Dom: Para bispos em geral (De forma peculiar, será também concedido aos monges beneditinos).
- Padre (Pe.): Para padres (Em endereçamento pode ser usado Rvmo. Pe.).
- Evangelistas (Ev.): Para evangelistas (Em endereçamento pode ser usado Rvmo. Ev.)
- Presbítero (Pb.): Para presbíteros
- Diácono (Diác.): Para diáconos, primeiro grau da Ordem  (Em endereçamento pode ser usado Rvmo. Diácono).
- Acólito (Ac.): Para acólitos (instituídos).

### Autoridades monárquicas ou imperiais
- Vossa Majestade Imperial (V. M. I.): para imperadores e imperatrizes.
- Vossa Majestade (V. M.) ou Vossa Majestade Real (V. M. R.): para reis e rainhas.
- Vossa Alteza Real & Imperial (V. A. R. & I.): para príncipes de casas reais e imperiais.
- Vossa Alteza Imperial (V. A. I.): para príncipes de casas imperiais.
- Vossa Alteza Real (V. A. R.): para príncipes e infantes de casas reais.
- Vossa Alteza Sereníssima (V. A. S.): para príncipes monarcas e arquiduques.
- Vossa Alteza (V. A.): para duques que sejam membros da família real.
- Vossa Excelência (V. Ex.ª): Para os títulos que possuem a dignidade dos Grandes da Espanha e a alta nobreza portuguesa. Também já foi utilizado para os nobres brasileiros na época do Brasil Imperial, porém não é utilizado para seus descendentes, pois a antiga nobreza brasileira não era hereditária.
- Sua Excelência Ilustríssima (V. Ex.ª Ilmª.): em Portugal aos nobres que ostentassem o predicado de Grandes do Reino quando seculares.
- Vossa Graça (V. G.): para duques e condes, podendo ser estendido para outros nobres.
- Vossa Alteza Ilustríssima (V. A. Ilmª.): para nobres mediatizados, como condes, na Alemanha.
- O Mui Honorável (M. Hon.): para marqueses, na Grã-Bretanha.
- O Honorável (Hon.): para condes (The Right Hon.), viscondes, barões e filhos de duques, marqueses e condes na Grã-Bretanha.
- Ilustríssimo (Il.mo): para membros da nobreza brasileira.
- Dom: para alguns membros de nobreza ibérica, italiana e brasileira (em espanhol e em italiano grafa-se Don).

## Abreviações
- Senhor (Sr.): para homens em geral, quando não existe intimidade.
- Seu/Seo (S.): abreviação de Senhor (no Brasil).
- Senhora (Sr.ª): para mulheres casadas ou mais velhas (no Brasil) ou mulheres em geral (em Portugal).
- Senhorita (Srt.ª): para moças solteiras, quando não existe intimidade (no Brasil).
- Vossa Senhoria (V. S.ª): para autoridades em geral, como secretários da prefeitura, comissários de polícia ou diretores de empresas.
- Arquitecto (Arq.º(ª)): para arquitetos (em Portugal).
- Arquiteto (Arq.º(ª)): para arquitetos (no Brasil).
- Bibliotecário (Bib.º(ª)): para bibliotecários.
- Engenheiro (Eng.º(ª)): para engenheiros.
- Comendador (Com.(ª)): para comendadores
- Professor (Prof.(ª)): para professores.
- Desembargador (Des.dor): para desembargadores
- Pastor (Pr.(ª)): para pastores de igrejas protestantes.
- Vossa Magnificência (V. Mag.ª): para reitores de universidades e outras instituições de ensino superior.

## Outros tratamentos
- acadêmico  = Acad., Acadêm.
- administrador  = Adm.
- advogado = Adv.º, Advo.
- almirante = Alte.
- aluno = Al.
- apostólico = Ap. (em algumas denominações Aps.)
- apóstolo = Ap.
- arcebispo = Arc.º, Arco.
- bacharel, bacharela, bacharéis, bacharelas = B.el, Bel., B.ela, Bela., B.éis, Béis., B.elas, Belas.
- bispo = B.po, Bpo., Bp.
- cabo = Cb.
- cadete = Cad.
- capitão = Cap.
- cardeal = Card.
- comandante = Com., Com.te, Comte., CMT (FAB)
- cirurgião-dentista = CD.
- comendador = Com., Comend., Com.or, Comor.
- cônego = Côn.º, Côno.
- conselheiro = Cons., Consel., Conselh., Cons.º, Conso.
- contador = Cont.dor, Contdor., Cont.or, Contor.
- contra-almirante = CAlte.
- coronel = C.el, Cel.
- deputado = Dep.
- desembargador, desembargadora = Des., Des.ª, Desa.
- diácono = Diác., Dc.
- Digníssimo = DD.
- Digno, Dom, Dona = D.
- Dona = D.ª, Da.
- doutor, doutores = D.r, Dr., D.rs, Drs.
- doutora, doutoras = D.ra, Dra. D.ras, Dras.
- editor, editores = E., EE.
- embaixador extraordinário e plenipotenciário = E.E.P.
- Eminência = Em.ª, Ema.
- Eminentíssimo = Em.mo, Emmo.
- enfermeiro, enfermeira = Enf., Enf.ª, Enfa.
- engenheiro, engenheira = Eng., Eng.º, Engo.
- enviado extraordinário e ministro plenipotenciário = E.E.M.P.
- Estado-Maior = E.M., E.-M.
- Excelência = Ex.ª, Exa.
- Excelentíssimo, Excelentíssima = Ex.mo, Exmo. Ex.ma, Exma.
- general = Gen., G.al, Gal.
- ilustríssimo, Ilustríssima = Il.mo, Ilmo., Il.ma, Ilma.
- Interactiano = Itr.
- madame (francês = senhora) = M.me, Mme.
- mademoiselle (francês = senhorita) = M.lle, Mlle.
- major = maj.
- major-brigadeiro = Maj.-Brig.
- marechal = Mar., M.al,Mal.
- médico = Méd.
- Meritíssimo = MM.
- mestre, mestra = Me, Me., Mª, Ma.
- mister (inglês = senhor) = Mr.
- monsenhor = Mons.
- monsieur, messieurs (francês = senhor, senhores) = M., MM.
- Mui(to) Digno = M.D.
- Nossa Senhora = N.Sª, N.Sa.
- Nosso Senhor = N.S.
- padre = P., P.e, Pe.
- pároco = Pár.º, paro.
- pastor = Pr.
- pastora = Pra., Prª.
- Philosophiae Doctor (latim = doutor de/em filosofia) = Ph.D.
- prefeito = Pref.
- presbítero = Presb.º, Presbo., Pb.
- presidente = Pres., Presid.
- procurador = Proc.
- professor, professores = Prof., Profs.
- professora, professoras = Prof.ª, Profa., Prof.as, Profas.
- promotor = Prom.
- provedor = Prov.
- rei = R.
- Reverendíssimo, Reverendíssima = Rev.mo, Revmo., Rev.ma, Revma.
- Reverendo = Rev., Rev.do, Revdo., Rev.º, Revo.
- Reverendo Padre = R.P.
- Rotaractiano = Rtr.
- Rotariano = Rtn.
- sacerdote = Sac.
- Santa = S., S.ta, Sta.
- Santíssimo = SS.
- Santo = S., S.to, Sto.
- Santo Padre = S.P.
- São, Santo, Santa = S.
- sargento = Sarg., Sgtº
- sargento-ajudante = Sarg.-aj.te,Sarg.-ajte.
- secretário, secretária = Sec., Secr.
- senador = Sen.
- senhor, senhores = S.r, Sr., S.rs, Srs.
- senhora, senhoras = S.ra, Sra., S.ras, Sras.
- senhorita, senhoritas = Sr.ta, Srta., Sr.tas, Srtas.
- Sênior = S.or, Sor.
- sóror = Sór., S.or, Sor.
- Sua Alteza Real = S.A.R.
- Sua Alteza Senhoril = S.A.S.
- Sua Alteza = S.A.
- Sua Eminência = S.Em.ª, S.Ema.
- Sua Excelência = S..Ex.ª, S.Exa.
- Sua Excelência Reverendíssima = S.Ex.ª Rev.ma, S. Exa. Revma.
- Sua Majestade = S.M.
- Sua Reverência = S. Rev.ª, S.Reva.
- Sua Reverendíssima = S.Rev.ma, S. Revma.
- Sua Santidade = S.S.
- Sua Senhoria = S.Sª, S.Sa.
- tenente = Ten., T.te, Tte.
- tenente-coronel = Ten. -c.el, Ten.-cel., t.te - c.el, Tte. - cel.
- tesoureiro = Tes.
- testemunha = Test.
- vereador = Ver.
- veterinário = Vet.
- vice-almirante = V. -alm.
- vigário = Vig., Vig.º, Vigo.
- visconde = V.de, Vde.
- viscondessa = V.dessa, Vdessa.
- você = V.
- Vossa Alteza = V. A.
- Vossa Eminência, Vossas Eminências = V.Em.ª, V.Ema., V.Em.as, V.Emas.
- Vossa Excelência Reverendíssima, Vossas Excelências Reverendíssimas = V.Ex.ª Rev.ma, V. Exa. Revma., V.Ex.as Rev.mas, V. Exas. Revmas.
- Vossa Excelência, Vossas Excelências = V.Ex.ª, V.Exa., V.Ex.as, V.Exas.
- Vossa Magnificência, Vossas Magnificências = V. Mag.ª, V.Maga., V.Mag.as, V.Magas.
- Vossa Majestade = V.M.
- Vossa Reverendíssima, Vossas Reverendíssimas = V. Rev.ma, V. Revma., V.Rev.mas, V. Revmas.
- Vossa Reverência, Vossas Reverências = V.Rev.ª, V.Reva., V. Rev.as, V.Revas.
- Vossa Senhoria, Vossas Senhorias = V.S.ª, V.Sa., V.S.as, V.Sas.

## Decreto n.º 9.758
A partir de 1.º de maio de 2019, data de entrada em vigor do Decreto n.º 9.758, foi adotado no Brasil o pronome de tratamento Senhor como único para todos agentes públicos do Poder Executivo Federal, vedando o uso de tratamentos como Vossa Excelência, Vossa Senhoria, Vossa Magnificência, Doutor, Ilustre, Digno e Respeitável. A norma, contudo, não se aplica aos agentes públicos dos demais poderes e entes federativos, que seguem autorizados a exigir da sociedade que suas autoridades sejam tratadas como pessoas integrantes de uma classe superior.

## Doutor
Doutor (Dr.) não configura forma de tratamento, mas título acadêmico. Seu uso deve se limitar apenas a comunicações dirigidas a pessoas que alcançaram o grau acadêmico de doutoramento(português europeu) ou doutorado(português brasileiro), em um contexto em que destacar a formação acadêmica do interlocutor seja pertinente. No Brasil, existe o costume de se chamar de doutor a pessoa com diploma de ensino superior, especialmente Medicina, Odontologia, Psicologia e Direito. 
Algumas associações de classe  solicitam a sua utilização, mas, por se tratar de matéria de direito privado, sem previsão legal, o uso do termo Doutor como pronome de tratamento é facultativo para o público em geral. Segundo o Manual de Redação da Presidência da República, o tratamento de Senhor confere a desejada formalidade às comunicações.
No caso específico da medicina, há ainda a confusão com a denominação da profissão de médico nos Estados Unidos (physician), que exige, além da graduação universitária, a realização de um doutorado profissional, conferindo o título de Doctor of Medicine (Medicinae Doctor ou MD). Ou seja, nos Estados Unidos todo médico é também doutor, mas essa lógica não se aplica aos médicos brasileiros, que estão habilitados a exercer a profissão após a conclusão da graduação ou de uma especialização.